# Plućna arterija
Plućna arterija (lat. arteria pulmonalis) ili stablo plućne arterije (lat. truncus pulmonalis) je krvna žila koja dovodi deoksigeniranu krv iz srca (desne srčane klijetke) u pluća. 
U srcu čovjeka plućna arterija je duga 4-6cm, a promjera oko 3cm. Polazi od polumjesečastih zalistaka, u početku oblikuje proširenje (lat. bulbus arteriae pulmonalis), a svome kraju se račva na:
- desna plućna arterija - lat. artera pulmonalis dextra
- lijeva plućna arterija - lat. arteria pulmonalis sinistra

Desna plućna arterija ulazi u desno plućno krilo, a lijeva u lijevo plućno krilo.
Dio plućne arterije prekriven je osrčjem (lat. pericardium).